# Gran Premio di Lugano 2015
Il Gran Premio Città di Lugano 2015, trentaduesima edizione della corsa (sessantanovesima se si considera la prova a cronometro omonima), valido come prova dell'UCI Europe Tour 2015 categoria 1.HC, fu disputato il 1º marzo 2016 su un percorso totale di 194,9 km.
Fu vinto dall'italiano Niccolò Bonifazio al traguardo con il tempo di 4h38'08" alla media di 39,89 km/h battendo allo sprint gli altri due italiani Francesco Gavazzi, arrivato secondo, e Matteo Montaguti, piazzatosi terzo.
Alla partenza erano presenti 105 ciclisti, dei quali 70 portarono a termine la gara.

## Squadre e corridori partecipanti
| N.    | Cod. | Squadra                      |
| ----- | ---- | ---------------------------- |
| 1-8   | STH  | Southeast Pro Cycling Team   |
| 11-18 | TCS  | Tinkoff-Saxo                 |
| 21-28 | LAM  | Lampre-Merida                |
| 31-38 | IAM  | IAM Cycling                  |
| 41-48 | ALM  | AG2R La Mondiale             |
| 51-58 | BAR  | Bardiani-CSF                 |
| 61-65 | AND  | Androni Giocattoli-Venezuela |

| N.      | Cod. | Squadra                 |
| ------- | ---- | ----------------------- |
| 71-78   | NIP  | Nippo-Vini Fantini      |
| 81-88   | RVL  | RusVelo                 |
| 91-98   | MTN  | MTN-Qhubeka             |
| 101-108 | TNN  | Team Novo Nordisk       |
| 111-118 | COL  | Colombia                |
| 121-127 | CLT  | Cult Energy Pro Cycling |
| 131-138 | ROT  | Roth-Skoda              |

## Ordine d'arrivo (Top 10)
| Pos. | Corridore         | Squadra      | Tempo    |
| ---- | ----------------- | ------------ | -------- |
| 1    | Niccolò Bonifazio | Lampre-M.    | 4h38'08" |
| 2    | Francesco Gavazzi | Southeast    | s.t.     |
| 3    | Matteo Montaguti  | AG2R La M.   | s.t.     |
| 4    | Rasmus Guldhammer | Cult Energy  | s.t.     |
| 5    | Linus Gerdemann   | Cult Energy  | s.t.     |
| 6    | Franco Pellizotti | Androni G.   | s.t.     |
| 7    | Javier Mejías     | Novo Nordisk | s.t.     |
| 8    | Manuele Boaro     | Tinkoff-Saxo | s.t.     |
| 9    | David Tanner      | IAM Cycling  | s.t.     |
| 10   | Damiano Cunego    | Nippo-V.     | s.t.     |